# Höltensee
Der Höltensee liegt im Norden der Sternberger Seenlandschaft im Landkreis Ludwigslust-Parchim, Mecklenburg-Vorpommern, auf dem Gemeindegebiet Mustin. Er befindet sich südöstlich des gleichnamigen Ortes. Das in drei Becken gegliederte Gewässer hat eine maximale Länge von etwa einen Kilometer und eine maximale Breite von 350 Metern. Am nördlichen Ende des Sees befindet sich der Abfluss. Das West- und Nordufer sind bewaldet. Im Norden, am Übergang zum Mustiner See, ist das Ufer sumpfig. Die Fläche am Ostufer wird landwirtschaftlich genutzt. 400 Meter südlich des Sees liegt der Bolzer See. Es existiert aber keine Verbindung, da beide Seen durch einen Höhenrücken getrennt sind. Der See ist der südlichste Teil einer durch das Gemeindegebiet von Nord nach Süd gehenden Seenkette.

## Nachweise
1. ↑  Karten und Luftbilder des Geoportals MV